# Баошань (Шуанъяшань)
Баоша́нь (кит. упр. 宝山, пиньинь Bǎoshān) — район городского подчинения городского округа Шуанъяшань провинции Хэйлунцзян (КНР).

## История
Сначала эти земли входили в состав уезда Цзисянь (集贤县), а в 1954 году вошли в состав новообразованного Шуанъяшаньского горнодобывающего района (双鸭山矿区). В 1956 году решением Госсовета КНР горнодобывающий район был преобразован в городской уезд, а в 1966 году Шуанъяшань был поднят в статусе до городского округа. В 1980 году было введено деление Шуанъяшаня на 5 районов, одним из которых стал район Баошань.

## Административное деление
Район Баошань делится на 7 уличных комитетов (в городе Баошань) и 1 посёлок.
| № | Название  | Название (кит.)  | Статус          | Население чел. (2010) | На карте                         |
| - | --------- | ---------------- | --------------- | --------------------- | -------------------------------- |
| 1 | Цисин     | 七星街道办事处   | уличный комитет | 29955                 | 46°33′37″ с. ш. 131°24′14″ в. д. |
| 2 | Юэцзинь   | 跃进街道办事处   | уличный комитет | 17717                 | 46°33′37″ с. ш. 131°24′14″ в. д. |
| 3 | Синань    | 新安街道办事处   | уличный комитет | 16398                 | 46°33′37″ с. ш. 131°24′14″ в. д. |
| 4 | Хунци     | 红旗街道办事处   | уличный комитет | 14906                 | 46°33′37″ с. ш. 131°24′14″ в. д. |
| 5 | Шуанъян   | 双阳街道办事处   | уличный комитет | 13328                 | 46°33′37″ с. ш. 131°24′14″ в. д. |
| 6 | Дунбаовэй | 东保卫街道办事处 | уличный комитет | 7624                  | 46°33′37″ с. ш. 131°24′14″ в. д. |
| 7 | Дяньчан   | 电厂街道办事处   | уличный комитет | 4916                  | 46°33′37″ с. ш. 131°24′14″ в. д. |
| 8 | Цисин     | 七星镇           | поселок         | 2336                  | 46°33′43″ с. ш. 131°41′01″ в. д. |

## Соседние административные единицы
Район Баошань на западе граничит с районом Линдун, на северо-западе — с районом Сыфантай и уездом Цзисянь, на севере — с уездом Юи, на востоке и юге — с уездом Баоцин.